# Hisopo (medicina)

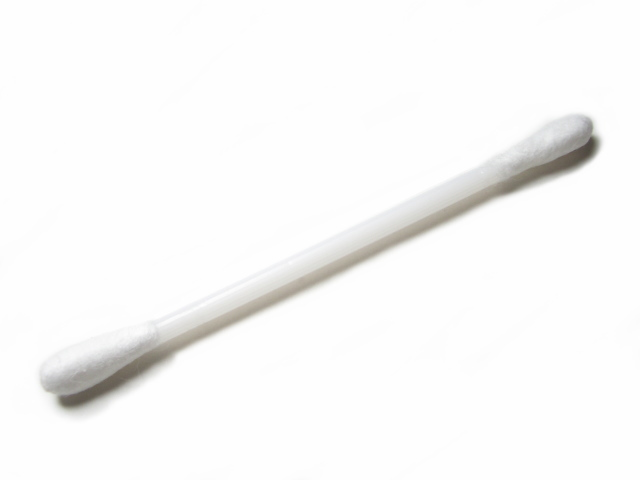
Un hisopo o bastoncillo

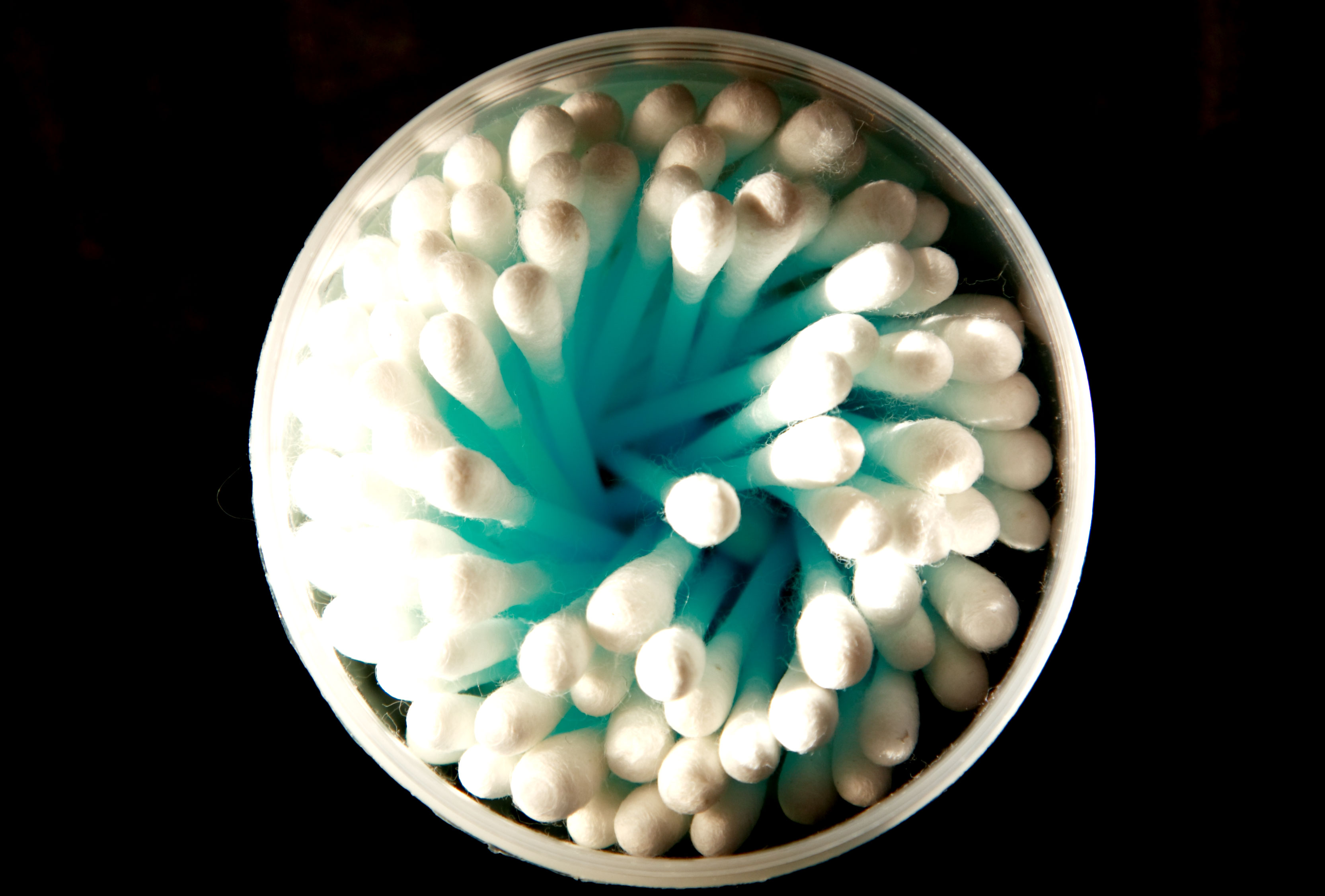
Hisopos en un contenedor redondo

Un hisopo, bastoncillo, cotonete, copito, bastoncito, varita, varilla de papel, o aplicador, es un instrumento utilizado para recoger muestras para su posterior estudio. Normalmente se usa en medicina para saber qué germen causa una infección. Asimismo se utiliza en cosméticos y aunque sirve también para la limpieza del conducto auditivo, esto no es recomendable, ya que puede perforar el tímpano. Tiene forma de bastoncillo acabado en dos puntas de algodón.
Un estudio científico realizado en 2004 sugiere que el uso de un hisopo o bastoncillo es la causa más frecuente de otitis externa en niños y debe evitarse, ya que los intentos de retirar el  cerumen puede resultar en un cúmulo de cerumen que podría conllevar dolor, mareo, zumbidos en el oído (tinnitus) y requerir intervención médica. Asimismo, el uso de hisopos o bastoncillos es una de las causas más frecuentes de la ruptura involuntaria de la membrana del tímpano. La American Academy of Family Physicians (Academia Estadounidense de Médicos de Familia), entre otras asociaciones profesionales de la Medicina, recomiendan, por tanto, no introducir hisopos o bastoncillos en el oído.